# Abd al-Madschid al-Khoei
Abd al-Madschid al-Khoei (arabisch عبد المجيد الخوئي Abd al-Madschid al-Chui, * 16. August 1962 in Nadschaf, Irak; † 10. April 2003 ebenda) war ein hochgestellter schiitischer Kleriker. Er setzte sich als Exilant für den Sturz des Baath-Regimes im Irakkrieg auf Seiten der Koalition der Willigen ein. Er wurde nach seiner Rückkehr in den Irak ermordet.

## Leben
Abd al-Madschid al-Khoei wurde als Sohn des Großajatollahs Abu l-Qasim al-Choei in Nadschaf geboren. Er folgte seinem Vater in der Laufbahn eines schiitischen Geistlichen und gehörte aufgrund seiner Familienzugehörigkeit zur Elite der schiitischen Geistlichkeit im Irak. Nach dem Aufstand im Irak 1991 verließ er den Irak und ließ sich als Exilant in London nieder. Von dort aus war er mit der Leitung der Imam Al-Khoei Benevolent Foundation betraut.
Al-Khoei gehörte zu den Unterstützern des Irakkriegs, von dem er sich den Sturz von Saddam Hussein erhoffte. Al-Khoei nahm dabei an den Vorbereitungen der US-geführten Koalition teil. Wenige Tage nach Kriegsbeginn kehrte er im Gefolge der Koalitionstruppen über Basra in den Irak zurück. Bei seiner Rückkehr in seine Heimatstadt Nadschaf wurde al-Khoei beim Besuch der Imam-Ali-Moschee von Unterstützern der Mahdi-Armee von Muqtada as-Sadr mitsamt seinen ebenso im Exil gewesenen Begleitern ermordet. Seine sterblichen Überreste wurden verstümmelt und in Nadschaf der Bevölkerung zur Schau gestellt. Al-Khoeis Ermordung steht im Kontext zu weiteren Gewaltakten der Sadristen gegen schiitische Kleriker, die als Konkurrenz zu Sadr angesehen wurden.